# Schiller-Gymnasium Heidenheim
Das Schiller-Gymnasium (kurz: SG) ist ein Gymnasium in Heidenheim an der Brenz im östlichen Baden-Württemberg und wurde das erste Mal 1864 als Töchterschule erwähnt.

## Geschichte

### Die Anfänge
Im Jahre 1864 wurde zum ersten Mal eine Töchterschule in Heidenheim erwähnt, die 1866 in städtische Trägerschaft übernommen wurde. An dieser Töchterschule wurde zunächst Geschichte, Geografie, Deutsche Sprache, Zeichnen und Französisch unterrichtet. 1874 bekam die Töchterschule ein Schulhaus an der Brenzstraße, das 1881 und 1895 um jeweils drei Klassenzimmer erweitert wurde. Der Turnunterricht wurde 1886 auf Wunsch der Eltern eingeführt. Auf Beschluss des Gemeinderats wurde 1908 die damalige Mädchenmittelschule in eine höhere Mädchenschule umgewandelt. 1928 konnte das neu errichtete Schulgebäude an der Friedrich-Ebert-Straße bezogen werden. Zwei Jahre später erhielt die höhere Mädchenschule eine neue Turnhalle direkt neben dem Schulgebäude, die Bühlturnhalle.

### Geschichte im Nationalsozialismus
Die höhere Mädchenschule erhielt 1933 den Namen Schiller-Schule, wie sie heute noch von älteren Menschen genannt wird. 1937 wurde die Schiller-Schule in die Schiller-Oberschule der hauswirtschaftlichen Form umgewandelt. Schon drei Jahre später wurde das erste Abitur abgenommen. Dies war ein großer Schritt nach vorn. Während des Krieges aber entwickelte sich die Schule rückläufig. 1941 wurde das Schulgebäude in ein Lazarett umgewandelt. Der Unterricht fand dann im Hellenstein-Gymnasium statt und wurde Anfang 1945 ganz eingestellt.
Nach dem Krieg wurde erneut im Hellenstein-Gymnasium unterrichtet. Erst 1947 wurde wieder im Schiller-Gymnasium unterrichtet, weil bis dahin das Gebäude von den Amerikanern beschlagnahmt worden war.

### Die neueren Entwicklungen
1961 wurde der Neubau und 1973 der Pavillon eingeweiht. 1960 wurde der Kammerchor von dem damals jungen Musiklehrer Werner Neuber gegründet, der heute im Ruhestand ist und viele Erfolge fürs Schiller-Gymnasium mit dem Kammerchor errungen hat.
1965 wurde der Aufbauzug eingeführt. Er wurde bereits koedukativ geführt und sollte es vor allem Realschülern ermöglichen, zum Abitur zu kommen. Mit der Einführung der gymnasialen Oberstufe kam 1979 das Ende für den Aufbauzug.
Das Schiller-Gymnasium erhielt zwei neue Züge zusätzlich zum mathematisch-naturwissenschaftlichen Zug: 1968 den neusprachlichen Zug II und 1976 den Musikzug. 1974 überstieg die Schülerzahl erstmals kurzzeitig die 1000. Am 26. November 1979 wurde der Freundeskreis gegründet, der seit damals die Schule tatkräftig unterstützt. 1977 bis 1979 wurden die naturwissenschaftlichen Fachräume erneuert und erweitert. 1989 bis 1990 wurde der Altbau renoviert. Im selben Jahr feierte das Schiller-Gymnasium 50 Jahre Abitur, 30 Jahre Kammerchor und 10 Jahre Freundeskreis. Im Sommer und Herbst 1997 wurde der Neubau grundlegend renoviert. Mit dem Schuljahr 2004/2005 begann auch am Schiller-Gymnasium das achtjährige Gymnasium. Im Jahr 2005 wurde der Neue Kammerchor Heidenheim gegründet, der sich aus Oberstufenschülern des Gymnasiums zusammensetzt.
Im Mai 2008 begann der Bau eines neuen Gebäudes zwischen Neubau und Pavillon. Es soll als großer Veranstaltungssaal genutzt werden und kann für den Unterricht mit Hilfe von Trennwänden in vier Klassenzimmer unterteilt werden. Außerdem hat das weitere Gebäude eine Dachterrasse.

## Profile
Am Schiller-Gymnasium werden folgende gymnasiale Profile angeboten:
- das naturwissenschaftliche Profil mit der Fremdsprachenfolge Englisch ab Klasse 5 und Französisch ab Klasse 6 (G8) bzw. ab Klasse 7 (G9)
- das sprachliche Profil mit der Fremdsprachenfolge Englisch ab Klasse 5, Latein ab Klasse 6 (G8) bzw. Klasse 7 (G9), Französisch ab Klasse 8 (G8) bzw. Klasse 9 (G9)
- das Musik-Profil mit der Fremdsprachenfolge Englisch ab Klasse 5 und Französisch oder Latein ab Klasse 6 (G8) bzw. ab Klasse 7 (G9)

Mit dem Musikprofil bietet das Schiller-Gymnasium als einzige Schule im Raum Heidenheim ein zusätzliches Bildungsangebot für alle musikinteressierten Schülerinnen und Schüler. In der 5. und 6. Klasse werden vier Stunden, in Klasse 7 drei Stunden Musik unterrichtet. Ab Klasse 8 wird Musik Profilfach und tritt an die Stelle der dritten Fremdsprache. In der Oberstufe kann Musik als Profilfach gewählt werden. Schüler des Musikprofils erhalten das gleiche Bildungsangebot wie alle anderen Schüler; sie haben nur mehr Musikstunden.

## Ensembles

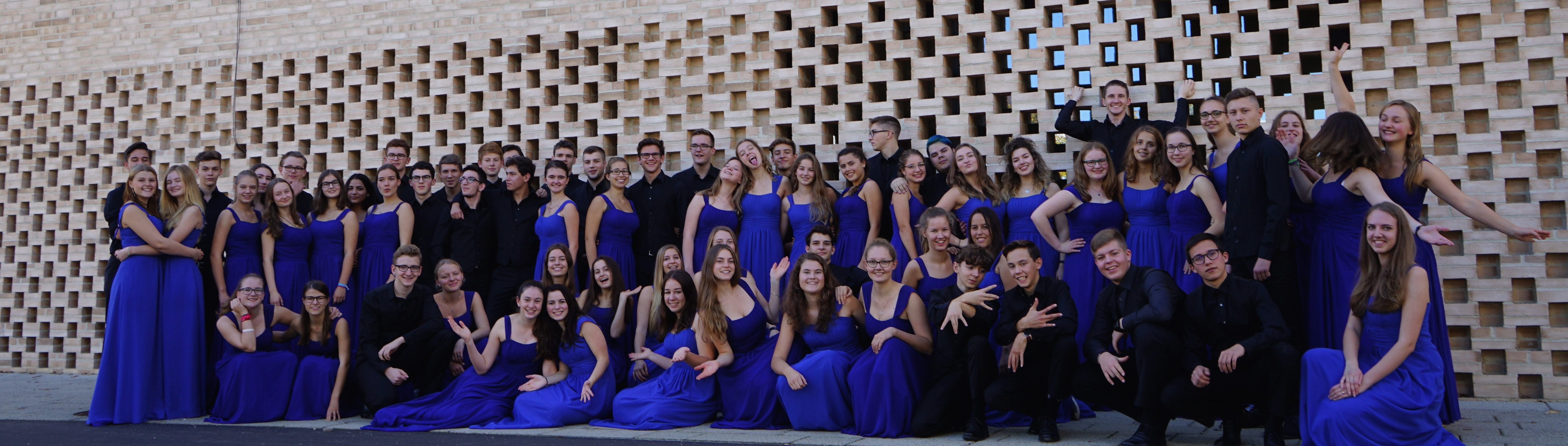
Neuer Kammerchor

An der Schule besteht der Neue Kammerchor Heidenheim. Dieser absolviert circa 40 Auftritten im Jahr. Dabei erzielte dieses Ensemble sehr gute Ergebnisse bei Wettbewerbsteilnahmen im In- und Ausland. So erhielt der Chor mehrere Gold- und Silberdiplome im In- und Ausland. Im Jahr 2017 gewann der Neue Kammerchor zum fünften Mal den Ersten Chorpreis Deutsche Sprache des Landes Baden-Württemberg. Beim Landeschorwettbewerb 2017 ersang das Ensemble zudem den Ersten Preis.
Im Januar 2017 erhielt der Neue Kammerchor für sein kulturelles Engagement den Bürgerpreis der Stadt Heidenheim.

## Schulpartnerschaften
- Frankreich: Lycée privé de Notre-Dame de Mongré (Lyon)
- Vereinigtes Königreich: St. Anselm’s College (Liverpool)
- Vereinigtes Königreich: Upton Convent (Liverpool)
- Vereinigte Staaten: Bellevue Christian School (Bellevue, Washington)

## Schulfeste/ Regelmäßige Veranstaltungen

### Weihnachtskonzert
Das alljährliche Weihnachtskonzert des Schiller-Gymnasiums wird von den Jahrgangsstufen-Chören (5, 6/7 und 8/9), den „Young Males“, der Jungen Band, dem Neuen Kammerchor Heidenheim, dem gemischten Großen Chor und den beiden Orchestern der Schule gestaltet. Es steht unter der Leitung der momentan vier Musiklehrer und wurde bis 2010 in der Pauluskirche veranstaltet.
Seit 2011 findet es im Congress Zentrum statt.

### Maikonzert
Das Mai- oder Frühjahrskonzert findet jedes Jahr im Konzerthaus in Heidenheim statt. Es wird ebenfalls von allen Musikarbeitsgemeinschaften gestaltet und von den Musiklehrern einstudiert und geleitet.
Seit dem Schuljahr 2008/2009 findet das Maikonzert, auf Grund zu großer Nachfrage, an zwei Tagen hintereinander statt. Im Jahr 2012 fand das Maikonzert erstmals und nur an einem Abend im Kongresszentrum Heidenheim statt.

### Lichterfest
Am Vorabend des letzten Schultages vor den Sommerferien wird im Schulhof des Gymnasiums das Lichterfest abgehalten. Organisiert wird es von der SMV und vielen freiwilligen Helfern. Im Schuljahr 2006/2007 fand das Lichterfest erstmals nach jahrzehntelanger Tradition auf Grund schlechter Witterung nicht statt. Im Schuljahr 2007/2008 wurde das Lichterfest auf Grund Platzmangels abgesagt.

## Bekannte Absolventen
- Axel Schlosser, Trompeter und Komponist
- Alexander Schottky, Schauspieler